# Massimiliano Lelli
Massimiliano Lelli (nacido el 2 de diciembre de 1967 en Manciano) fue un ciclista italiano, profesional entre los años 1989 y 2004. En los primeros años de su carrera fue considerado como una de las grandes esperanzas del ciclismo italiano.
Obtuvo sus mejores resultados en el Giro de Italia, donde ganó dos etapas y alcanzó el podio en 1991, terminando 3.º. También fue 4.º en 1993 y 9.º en 1990.
En el Tour de Francia, su mejor resultado fue el 14.º lugar obtenido en 2002.
Se vio involucrado en un caso de dopaje durante su pertenencia al equipo Cofidis, en 2004.

## Palmarés
1990
- 1 etapa de la Tirreno-Adriático

1991
- 3.º en el Giro de Italia, más 2 etapas
- Giro de Toscana

1992
- 1 etapa del Giro di Puglia

1993
- Giro de Toscana

1995
- Campeón de Italia en contrarreloj
- Settimana Ciclistica Lombarda, más 3 etapas

1996
- Vuelta a Portugal, más 6 etapas

1997
- Philadelphia International

2003
- Tour de Limousin

## Trayectoria
- Atala (1989)
- Ariostea (1990-1993)
- Mercatone Uno (1994-1995)
- Saeco (1996-1997)
- Cofidis (1998-2004)

- Datos: Q1367892